# Topscorer

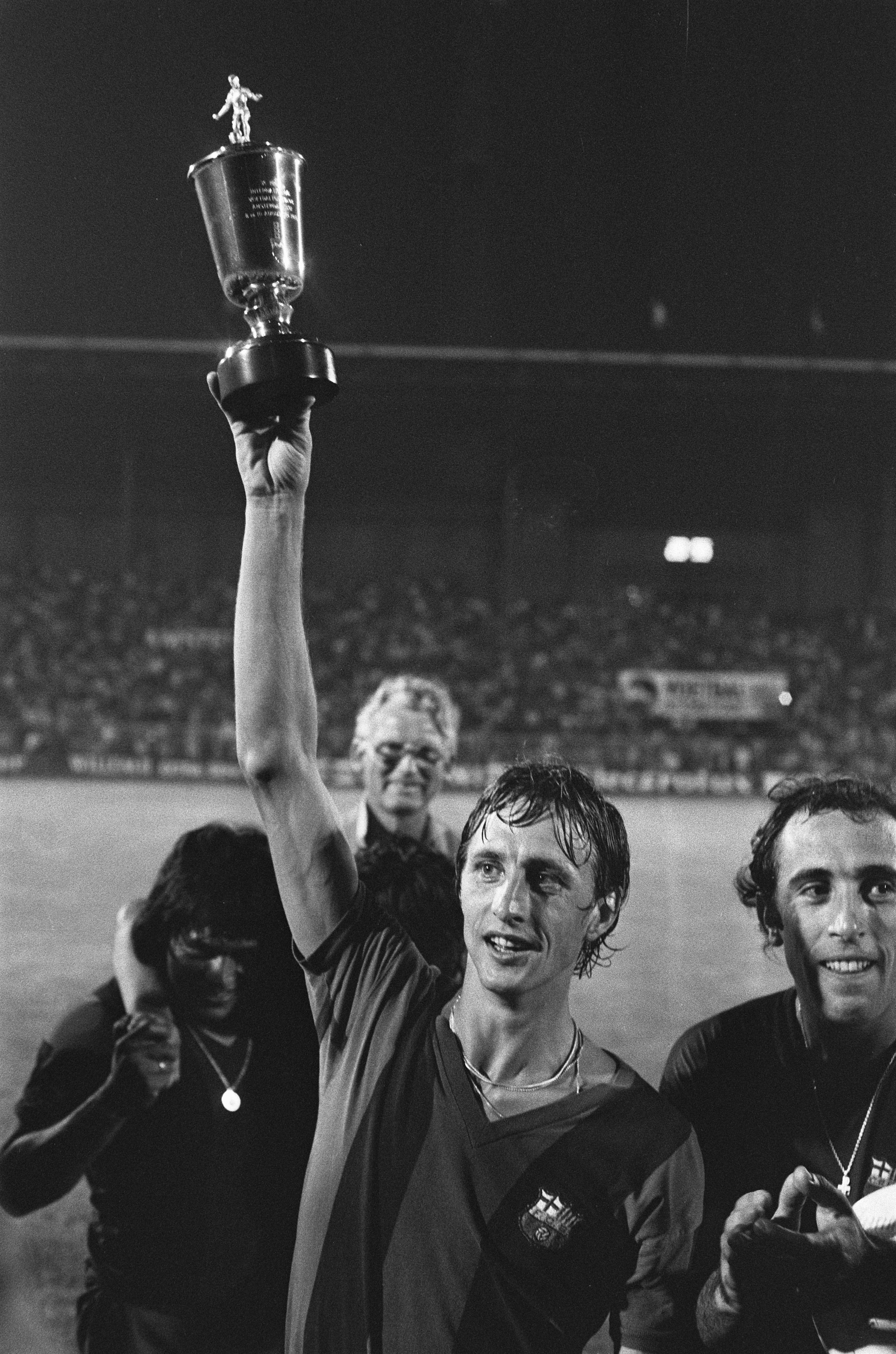
Johan Cruijff maakte als topscorer 271 doelpunten in 369 wedstrijden.

Een topscorer (of topscoorder, of topschutter) is de speler die aan het einde van het seizoen of toernooi de meeste doelpunten heeft gemaakt. De term komt voor bij sporten als voetbal, hockey en ijshockey, en bij andere sporten waarbij doelpunten worden gemaakt.